# Madeleine Bochatay
Madeleine Bochatay (Saint-Gervais, 2 gennaio 1944) è un'ex sciatrice alpina francese.

## Biografia
Sciatrice polivalente, Madeleine Bochatay fu un talento precoce: debuttò in campo internazionale diciassettenne in occasione del Grand Prix Feminine 1961 (Saint-Gervais-les-Bains, 26-28 gennaio), dove si classificò 2ª nella discesa libera e non completò lo slalom speciale, e nella stessa stagione vinse la discesa libera del Grand Prix du Chamonix (Chamonix, 23-26 febbraio), la discesa libera e lo slalom gigante della Coppa Grischa (Davos/Lenzerheide/Sankt Moritz, 28 febbraio-3 febbraio), piazzandosi anche 3ª nella classifica generale, fu 2ª nel secondo slalom gigante del Grand Prix du Maurienne (La Toussuire, 18-19 marzo) e vinse lo slalom gigante del Grand Prix du Savoie (Méribel, 22-23 marzo).
Nella stagione 1961-1962 si classificò 3ª nello slalom gigante del Grand Prix du Savoie (Courchevel, 5-7 gennaio), vinse quello del Grand Prix Feminine (Saint-Gervais-les-Bains, 1-3 febbraio) ed esordì ai Campionati mondiali: a Chamonix 1962 si piazzò 7ª nella discesa libera e 10ª nello slalom gigante. L'anno dopo fu 2ª nello slalom gigante delle SDS-Rennen (Grindelwald, 8-11 gennaio), 3ª nella discesa libera del Grand Prix Feminine (Saint-Gervais-les-Bains, 24-26 gennaio) e 2ª nella discesa libera della Coppa Foemina (Abetone, 22-23 febbraio); nel 1964, dopo essersi classificata 2ª nello slalom gigante di Spittal an der Drau (18 gennaio), partecipò ai IX Giochi olimpici invernali di Innsbruck 1964 (29 gennaio-9 febbraio), sua unica presenza olimpica, piazzandosi 6ª nella discesa libera e non completando lo slalom gigante.
Nella stagione 1964-1965 fu 2ª nello slalom gigante del Criterium de la première neige (Val-d'Isère, 15-19 dicembre) e in quella successiva nella stessa competizione (Val-d'Isère, 15-19 dicembre 1965) vinse la combinata e si classificò 2ª nello slalom gigante; si aggiudicò quindi lo slalom gigante del Barbara Henneberger Memorial (Oberstaufen, 7-8 gennaio), dove si piazzò anche 2ª nello slalom speciale, fu 3ª nelle discese libere delle Silberkrugrennen (Badgastein, 19-20 gennaio) e del Grand Prix Feminine (Saint-Gervais-les-Bains, 27-29 gennaio) e partecipò ai Mondiali di Portillo 1966, sua ultima presenza iridata, dove si classificò 14ª nella discesa libera, la sola gara nella quale prese il via. Si ritirò alla fine di quello stesso 1966, congedandosi dalle competizioni in occasione del Criterium de la première neige (Val-d'Isère, 14-18 dicembre).

## Palmarès

### Classiche
Barbara Henneberger Memorial
- 1 vittoria (slalom gigante a Oberstaufen 1966)

Criterium de la première neige
- 1 vittoria (combinata a Val-d'Isère 1965)

Coppa Grischa
- 2 vittorie (discesa libera, slalom gigante a Davos/Lenzerheide/Sankt Moritz 1961)

Grand Prix du Chamonix
- 1 vittoria (discesa libera a Chamonix 1961)

Grand Prix du Savoie
- 1 vittoria (slalom gigante a Méribel 1961)

Grand Prix Feminine
- 1 vittoria (slalom gigante a Saint-Gervais-les-Bains 1962)

### Campionati francesi
- 1 oro (discesa libera nel 1961)[senza fonte]